# El Greco
El Greco (azaz a görög, eredeti neve: Δομήνικος Θεοτοκόπουλος, Domenikosz Theotokopulosz, latinos írásmóddal Domenico Theotocopuli) (Kréta, Kandia (ma Heraklion), Velencei Köztársaság, 1541 körül – Toledo, 1614. április 7.) görög származású festő, a spanyol manierizmus legnagyobb mestere.

## Élete
Kréta 1204-től Velence fennhatósága alá tartozott. El Greco családjának férfi tagjai a Serenissima hivatalnokai voltak (adóbehajtók) és a katolikus vallású család aránylag jó anyagi körülmények között élt. El Greco – festményei alapján – rendkívül vonzódott Assisi Szent Ferenchez. A leggyakrabban őt festette meg a szentek közül. Ebből következtethető, hogy valószínűleg a ferenceseknél tanult. Gyermek- és ifjúkoráról kevés adat áll rendelkezésre. Valószínűleg már Krétán elkezdte tanulni a mesterségét, majd huszonhat éves kora körül Velencébe mehetett, ahol Paolo Veronese, Tiziano és Tintoretto munkásságát tanulmányozhatta. 1566-ban már úgy említik Kandiában, mint festőmestert.
A Krétán elsajátított bizánci stílus mellett Tizianótól tanulta a színkezelést, a dramaturgiát, a testek mozgásának kifejezését. Valószínűleg a művész segédjeként dolgozott, erre utal néhány korabeli feljegyzés. 1617-ben a pápai orvos egy Grecónak nevezett tehetséges festőről ír, aki Tiziano műhelyében dolgozott. Bár a híradás késői, megbízható.

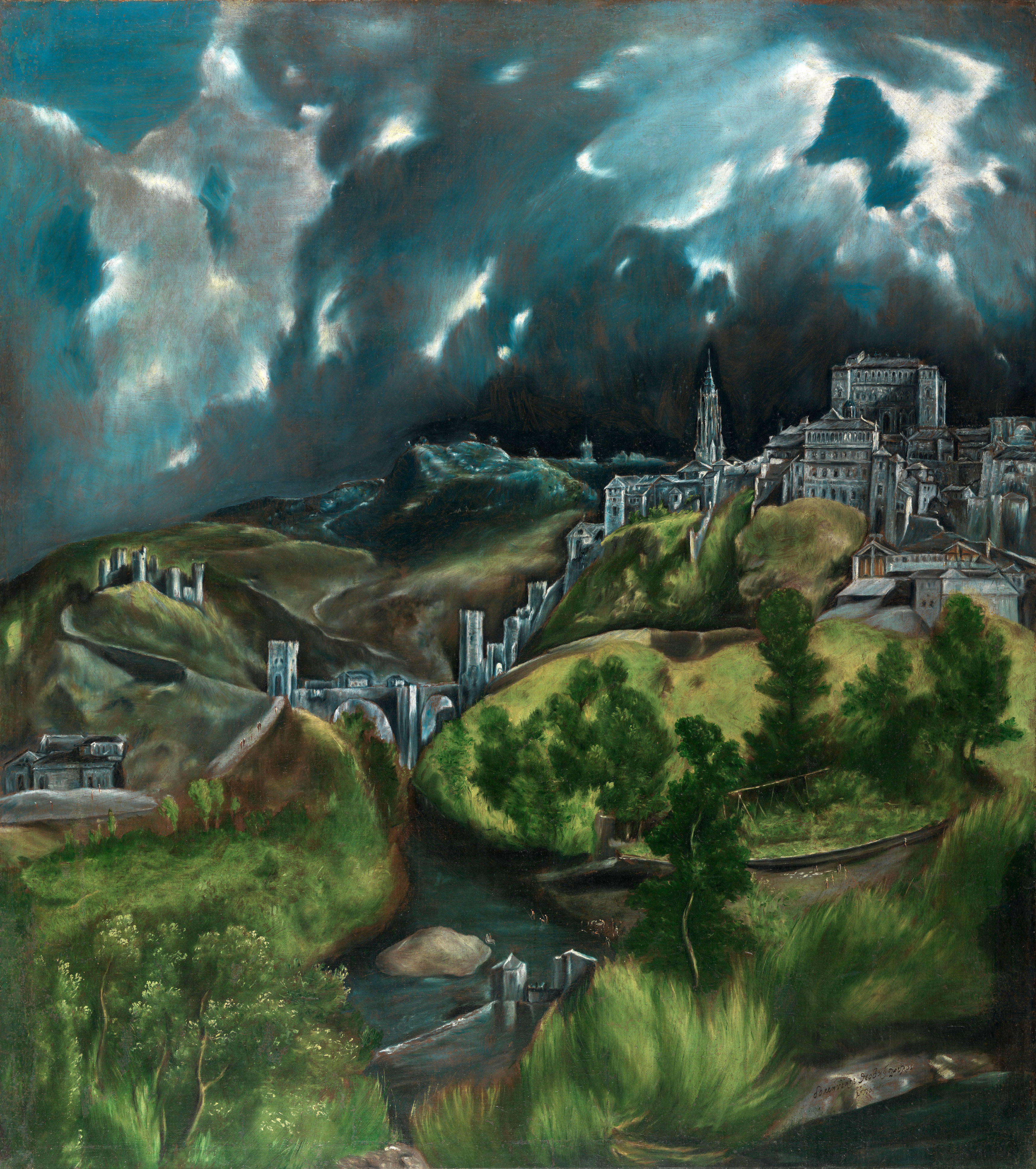
Toledo látképe (1597-1599)
Metropolitan Museum of Art, New York

A Theotokopulost vonzó manierizmus központja Rómában volt, ahova 1570-ben érkezett meg Giulio Clovio miniátor ajánlólevelével. Alessandro Farnese bíboros palotájában lakott (amely Napóleon betörése óta a franciák nagykövetsége), azon a szinten (2. emelet), amelyet Michelangelo tervezett (1548-ban). A fiatal festő érezte, hogy nagynevű elődje árnyékában nem tudna érvényesülni. Miután egy megjegyzésével megbotránkoztatta a Michelangelo-hívő római művészeket, 1575-76 körül Spanyolországba utazott. Ennek a lépésének két oka is volt. Egyrészt remélte, hogy részt vehet az Escorialban folyó munkálatokban, másrészt egy barátja, a toledói katedrális esperesének fivére révén kitűnő megbízást kapott a katedrális felújítási munkálataiban.
Theotokopulos először Madridba érkezett meg, ahol megismerkedett doña Jerónima de las Cuevasszal, aki az élettársa, egyesek feltételezése szerint felesége lett. Ebből a kapcsolatból 1578-ban egy fiú született. Valószínűleg erről az asszonyról festette ritka női portréi egyikét, a Hermelines hölgyet.
Rövid madridi tartózkodás után 1576 végének környékén már Toledóban volt, ahol két megbízás is várta: egy kép készítése a katedrális sekrestyéje számára és a Santo Domingo el Antiguo-templom oltárának megépítése és festése. Theotokopulos nemcsak mint festő volt ismert kortársai között, hanem mint oltárépítő és szobrász is. Ez az oltár élete e korszakának legjelentősebb munkája, amelyen először jelenik meg a hihetetlen színekben tobzódó színkultúrája. A képek többsége ma már nincs az eredeti helyén.

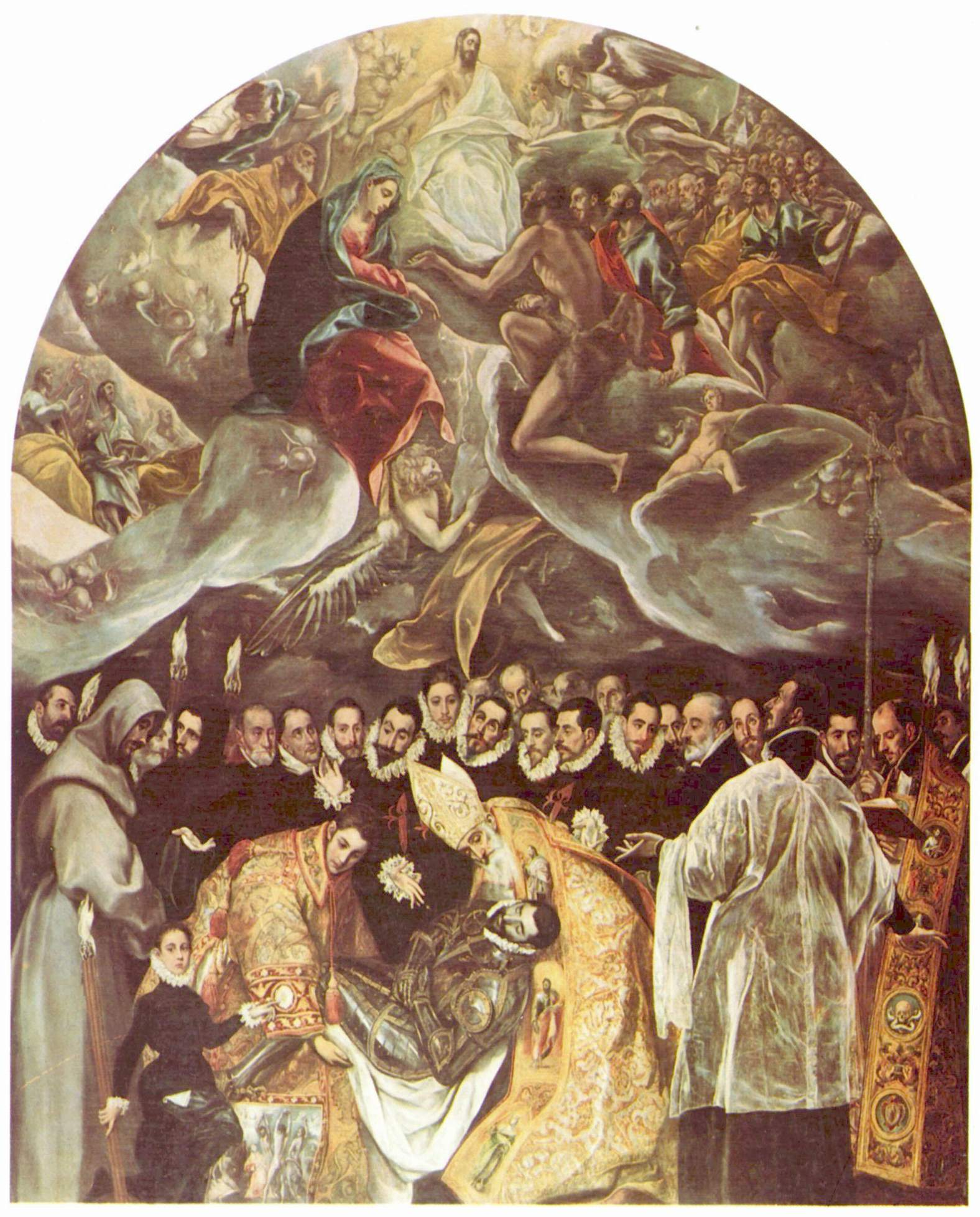
Orgaz gróf temetése (1586 körül)
San Tomé, Toledo

II. Fülöp spanyol király megbízására újra Madridba érkezett és az Escorial számára egy nagyméretű festményt készített, a Szent Mauitius és a thébai légió mártíromságát. Ezt a képet már manierista stílusban festette. A király nem volt teljesen megelégedve a művel, ezért nem a templomban helyezte el, ahova eredetileg szánta, de mivel korának egyik legjelentősebb műértője volt, nagy becsben tartotta. A kép ellen a legnagyobb kifogás az volt, hogy a szent nem sugall áhítatot. Ettől kezdve azonban Theotokopulos minden szentje olyan ájtatos, hogy alkotójukat sokan misztikusnak tartották.
Mivel Theotokopulos érzékenységét sértette, hogy míg egyesek istenítik, mint művészt, mások számára csak egy mesterember, ezért néhány év múlva végleg Toledóba költözött. Bár már nem itt volt a királyi udvar székhelye, korának igen jelentős, gazdag, fejlődő és az egyik legnépesebb (lélekszáma kb. 65 000 fő) helysége volt. Theotokopulos egy szép házat bérelt, s a soknemzetiségű város humanista műveltségű értelmiségi körének tagja lett. Ebben az időben sok portrét festett a barátairól. Hozzájuk hasonlóan nagy lábon élt és adósságokba verte magát, ezért sokszor meggyűlt a baja hitelezőivel. Anyagi eredetű vitája támadt megrendelőivel is, akik sokszor nem akarták kifizetni a kért összeget. Ilyen megrendelő volt a Santo Tomé-templom plébánosa is, aki az Orgaz gróf temetése című képet rendelte. A kép Theotokopulos egyik legjelentősebb műve, amelyen több kortársa mellett saját magát és fiát is megörökítette.
A Hospital de la Caridad számára készített oltár is pereskedés forrása lett, mert a megbízók különböző hibákra hivatkozva nem akarták kifizetni a kért összeget. Pedig a négy kép, amely az oltárt díszítette, Theotokopulos művészetének legkitűnőbb alkotása nagyvonalú ecsetkezelésével, erős koloritjával. Barátain kívül egyházi személyektől kapta a legtöbb megbízását. Több Apostol-sorozatot is festett, a legutolsó ma a toledói Greco-múzeumban látható.

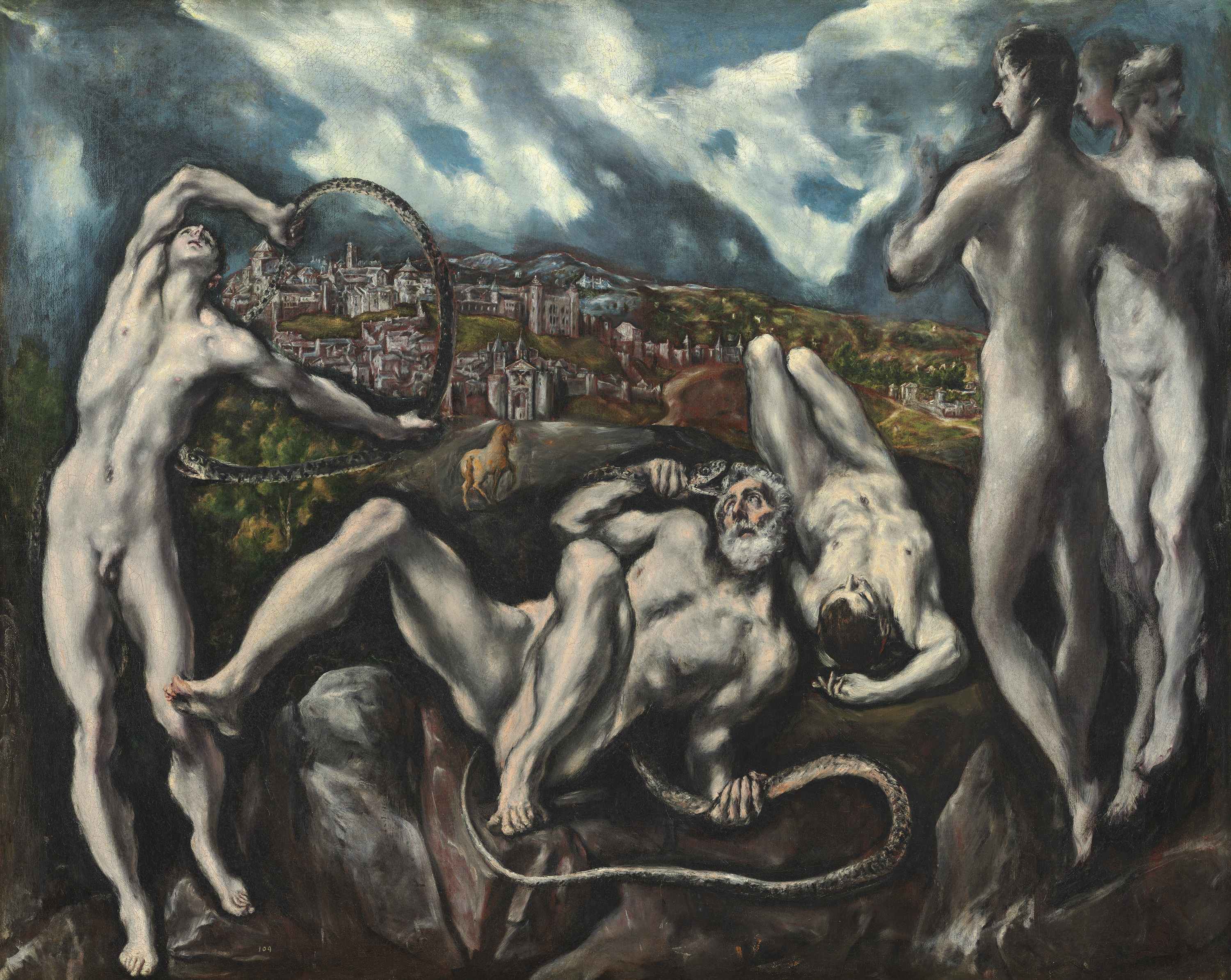
Laokoón és fiai (1610–1614)
National Gallery of Arts, Washington

Magánéletéről nem tudunk sokat. Fia apja munkatársaként dolgozott, s emellett jelentős építészként is ismert volt. Élettársa halálának ideje bizonytalan, egyesek szerint fiatalon halt meg, más kutatók épp az ellenkezőjét állítják. Annyi bizonyos, hogy halála idején Theotokopulos egyedül élt. Műhelyében kevés tanítvány volt, mert szeszélyességével elriasztotta őket. Festményeit sokszor átdolgozta, soha nem érezte őket befejezettnek. Műveiről kisebb méretű másolatokat készített, amelyet reménybeli megrendelőinek úgy mutatott, mint egy katalógust, amelyből választani lehet. Ezért fordul elő oly sok ismétlés Theotokopulos művein.
Élete vége felé egyre kevesebbet festett, pedig anyagi gondjai nem szűntek, újabb és újabb adósságokba verte magát. Egyre inkább csak a saját kedvtelésére dolgozott, így született a Laokoón, egyetlen mitológiai tárgyú képe, amelyen ötvözi hellenisztikus neveltetését velencei tanulmányaival. Utolsó éveiben még egy oltárra kapott megbízást, de már nem volt ideje befejezni. 1614. április 7-én halt meg és a Santo Domingo el Antiguo-templomban temették el. Anyagi viták miatt néhány év múlva kihantolták és ismeretlen helyre szállították maradványait.

## Művészete

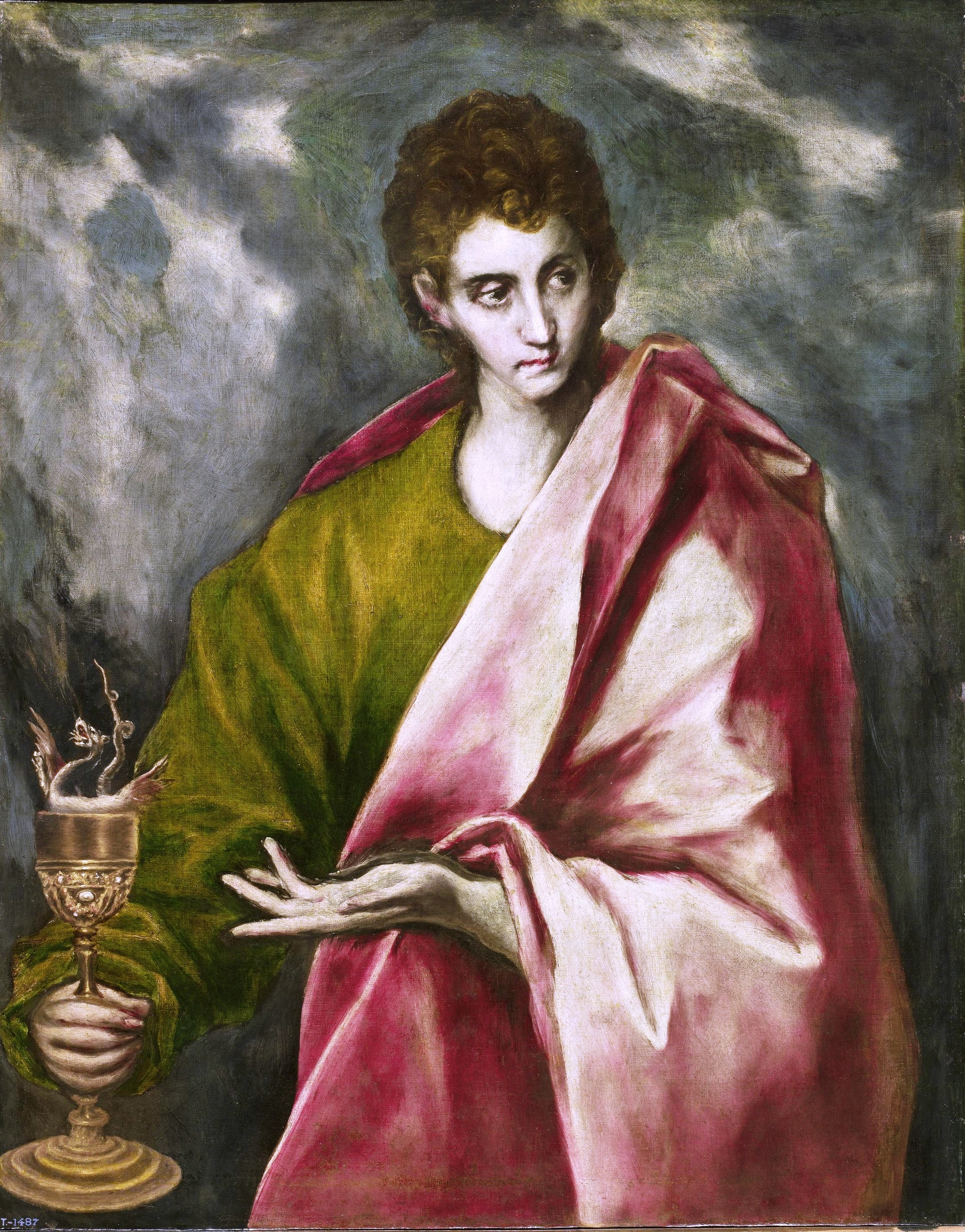
Szent János (1594–1604)
Museo del Prado, Madrid

Tanulóévei alatt Krétán a bizánci stílusú ikonfestészetet művelte, s ezután művészetének tökéletesítése céljából Velencébe utazott, de nem feledkezett meg gyökereiről. Egész munkássága alatt fennmaradtak képein a bizánci eredetű stílusjegyek, mint pl. a többször megfestett Veronika kendője című képén, vagy az Apostol-sorozatok képein. A bizánci hatást tükrözik festményein az előre elképzelt ideákból kiinduló formák, a természetes fény nélküli, finoman tompuló kolorit és a kompozíciók rituális jellege. Egyáltalán nem törekedett a távlat érzékeltetésére, elsődlegesen az alakok körvonalaira helyezte a hangsúlyt.
A korai években festette a Modena- vagy Este-triptichont, amely hat képből áll és legszebb darabja a Sínai-hegy látképe, amely az ifjú Theotokopulos tájképfestői képességeiről ad számot. Első szignált képét, Assisi Szent Ferenc stigmatizációját 1560 körül festette és erősen érződik rajta Tiziano hatása. De Velencében nemcsak Tiziano, hanem a manierista Paolo Veronese, Bassano és Tintoretto is hatott rá. A manierista festők munkáinak megismerésével stílusa elegáns lett, kecses, mesterkélt és magasztos. Veronesétől néhány különleges színt tanult el, Bassanótól kompozíciós sémákat, Tintorettótól a ritmikus drámaiságot, a kompozíció szakaszokra bontását, a drámai színek használatát.

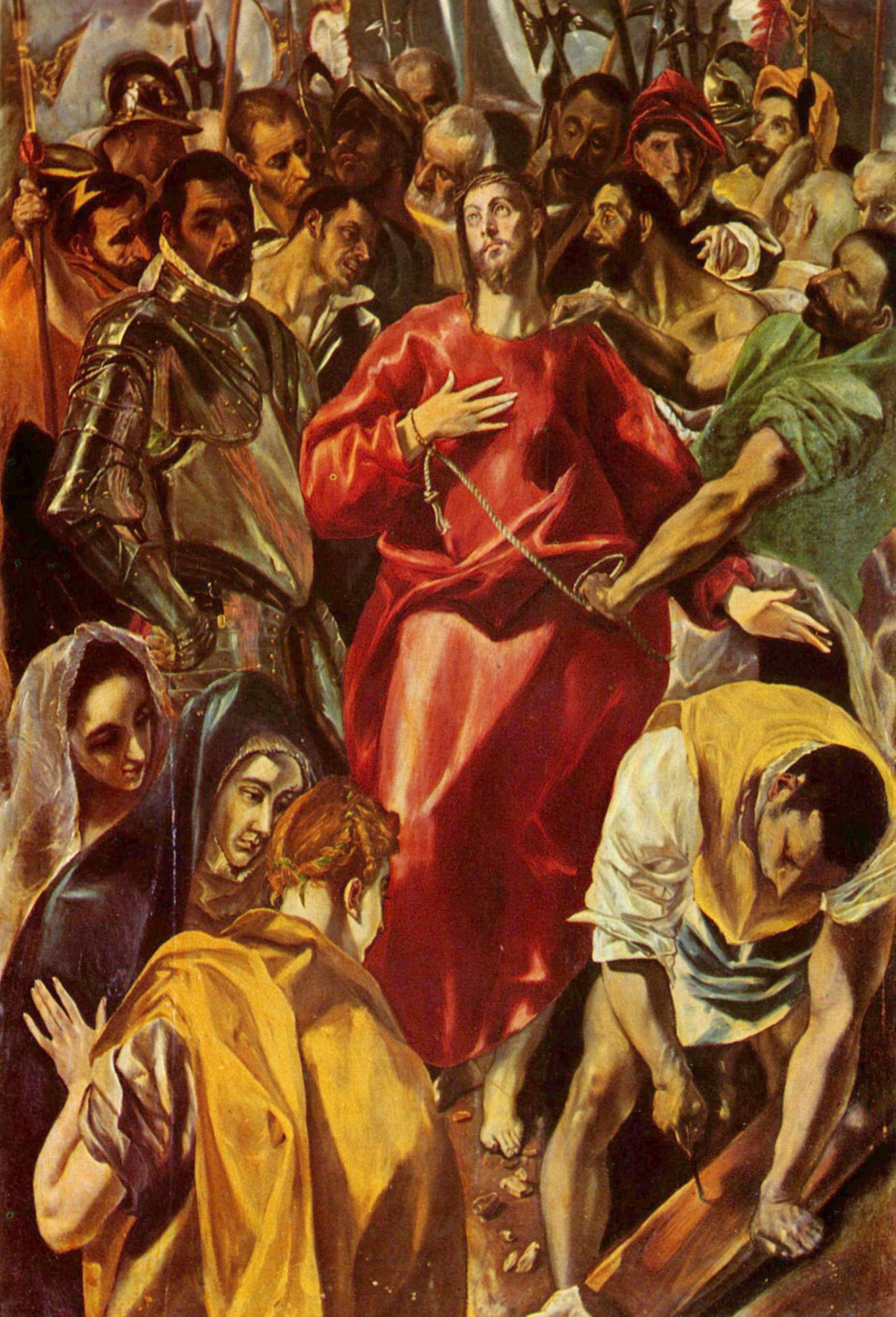
Expolio (1577–79)
Museo de San Vicente, Toledo

Bár nem szerette Michelangelót, római tartózkodása alatt nem tudta kivonni magát a hatása alól, képein a nagy mester manierizmusát vegyítette a velencei iskola könnyedségével. Spanyolországba tartó utazása közben készítette az első, valóban theotokopulosi portrét Vincenzo Aganasi máltai lovagról, amelyet a kompozíció eredetisége, a színek egyedi használata emel az addig készített arcképek fölé. Spanyolországban első jelentős munkája a Santo Domingo el Antiguo-templom oltárának megépítése. Erre az oltárra festette egyik legismertebb képét, az Expoliót, amely Krisztust ábrázolja abban a pillanatban, amikor keresztre feszítése előtt megfosztják ruháitól. A kép újszerűsége kompozíciójában rejlik, amely szinte bevezeti a nézőt a festmény terébe.
Toledóban sok portrét készített barátairól, ismerőseiről, s ezek az arcképek Frans Halsot előlegezik széles, könnyed, lendületes ecsetvonásaikkal, szürkés és okker színeikkel. Sok megbízást kapott az egyháztól. Bibliai tárgyú képein az alakok megnyújtásával a szenteket fenségességgel ruházta fel. Ennek az egyik legszebb példája a Szeplőtelen fogantatás című kép, amelyen a perspektíva szabályaitól független, forgószélszerű kompozíció közepén áll Mária valószerűtlenül megnyúlt alakja. Festményein fekete kontraszttal tette élesebbé és ragyogóbbá a színeket, hogy hasonlítsanak a templomok üvegablakaira, mint a pradói Pásztorok imádása című képén, amelyet saját sírjára szánt.
A Laokoón mellett utolsó éveinek legjelentősebb alkotása Az ötödik pecsét feltörése, amely Szent János apostol látomását kelti életre a A jelenések könyve alapján. Ez a különös, felkavaró kép a művész halála miatt befejezetlen maradt. Ezek a vibráló, nyugtalan festmények jelentették Theotokopulos életművének összegzését, művészi végrendeletét.

### Perspektivája

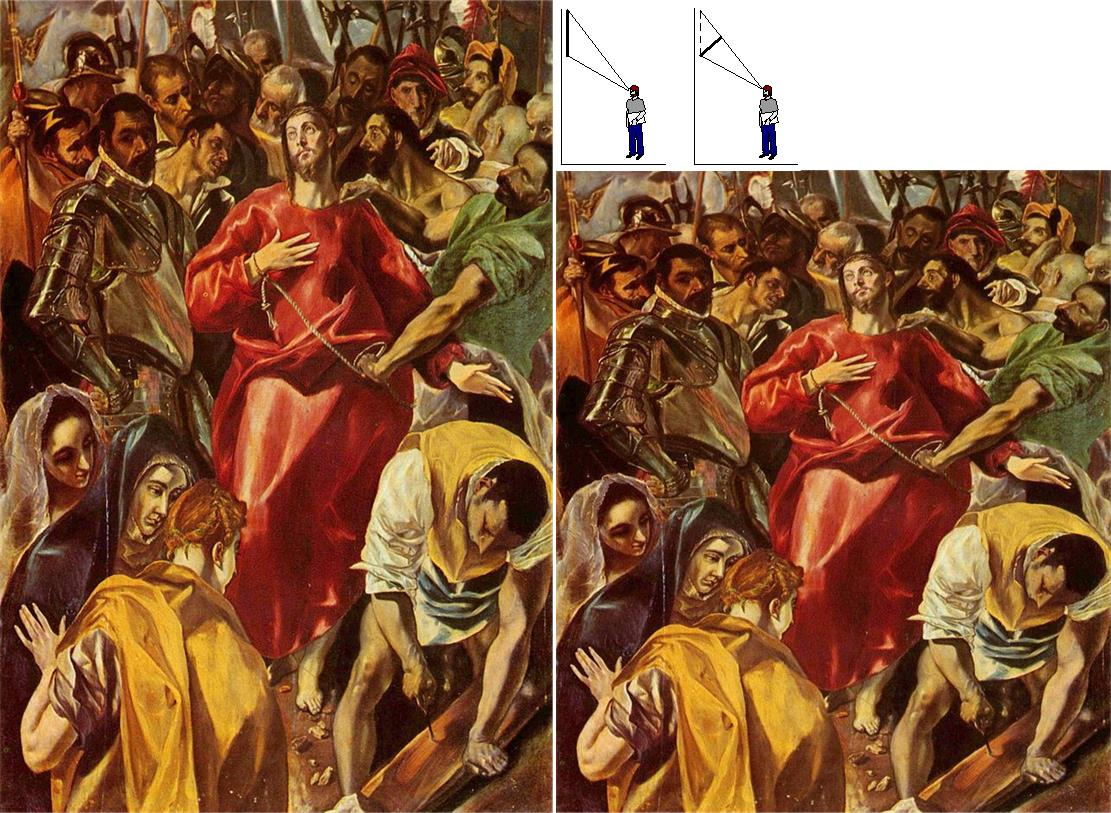
El Greco nézőpontja

El Greco több képén az alakok feltűnően megnyúltak. Néhány elemző felvetette, hogy a művész szemének esetleges fénytörési hibája lehet e különös látásmód oka. Valószínűbb azonban az a feltételezés, hogy ezeket a képeket függőleges falfelületre, de az előtte álló néző szeméhez képest magasan kellett (volna) elhelyezni, s akkor az ábrán vázolt affin torzulás a helyes arányokat reprodukálja a néző szemében.

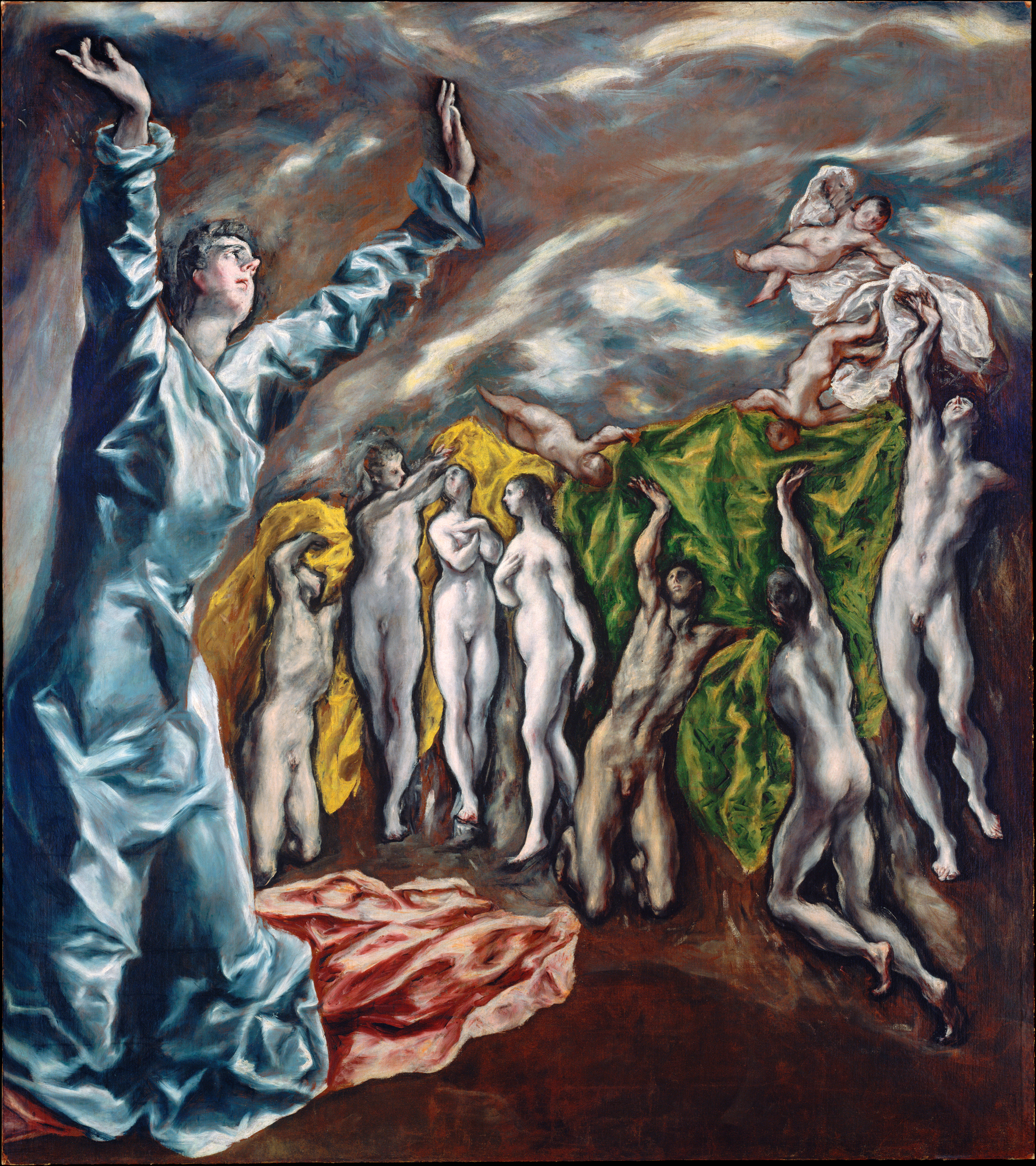
Az ötödik pecsét feltörése (1608–14)
Metropolitan Museum of Art, New York

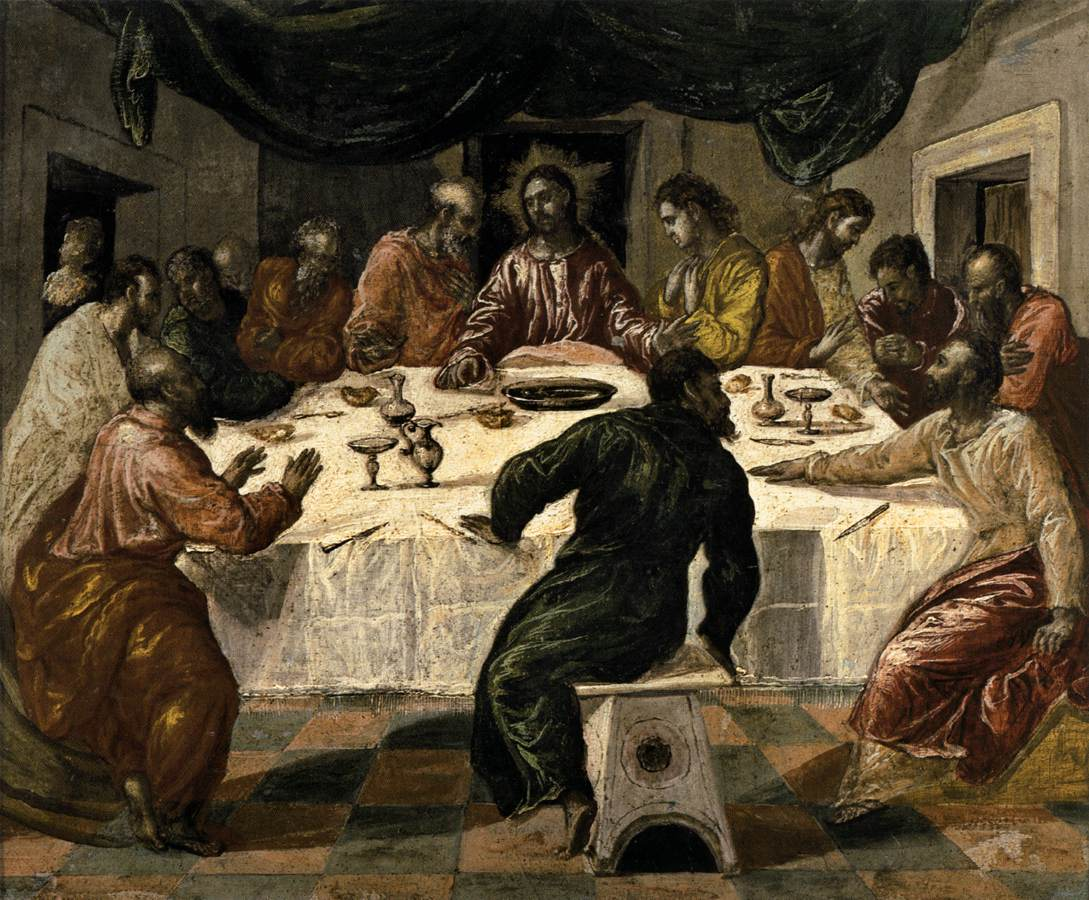
Az utolsó vacsora (1568)
Pinacoteca Nazionale, Bologna

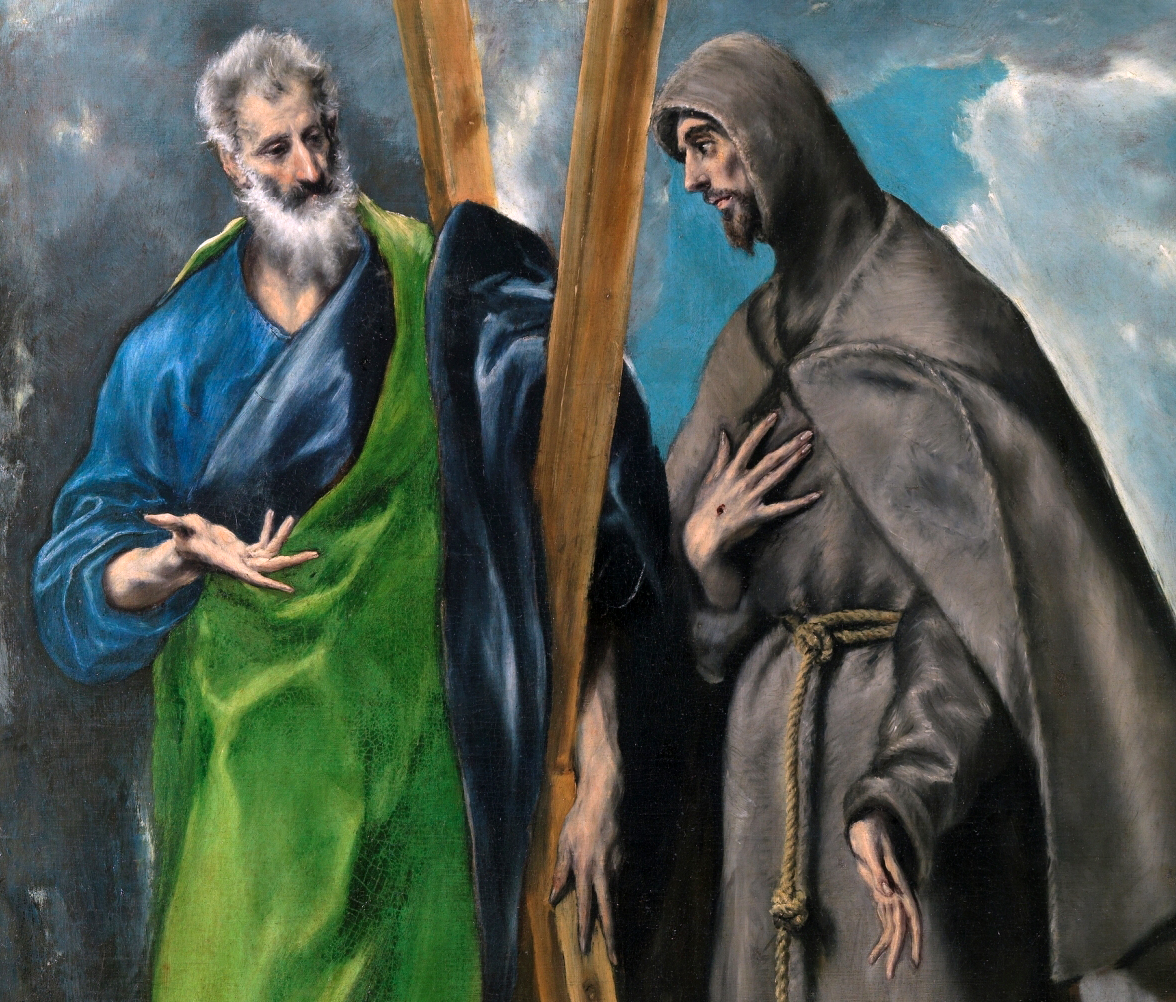
Szent András és Assisi Szent Ferenc, Madrid, Museo del Prado

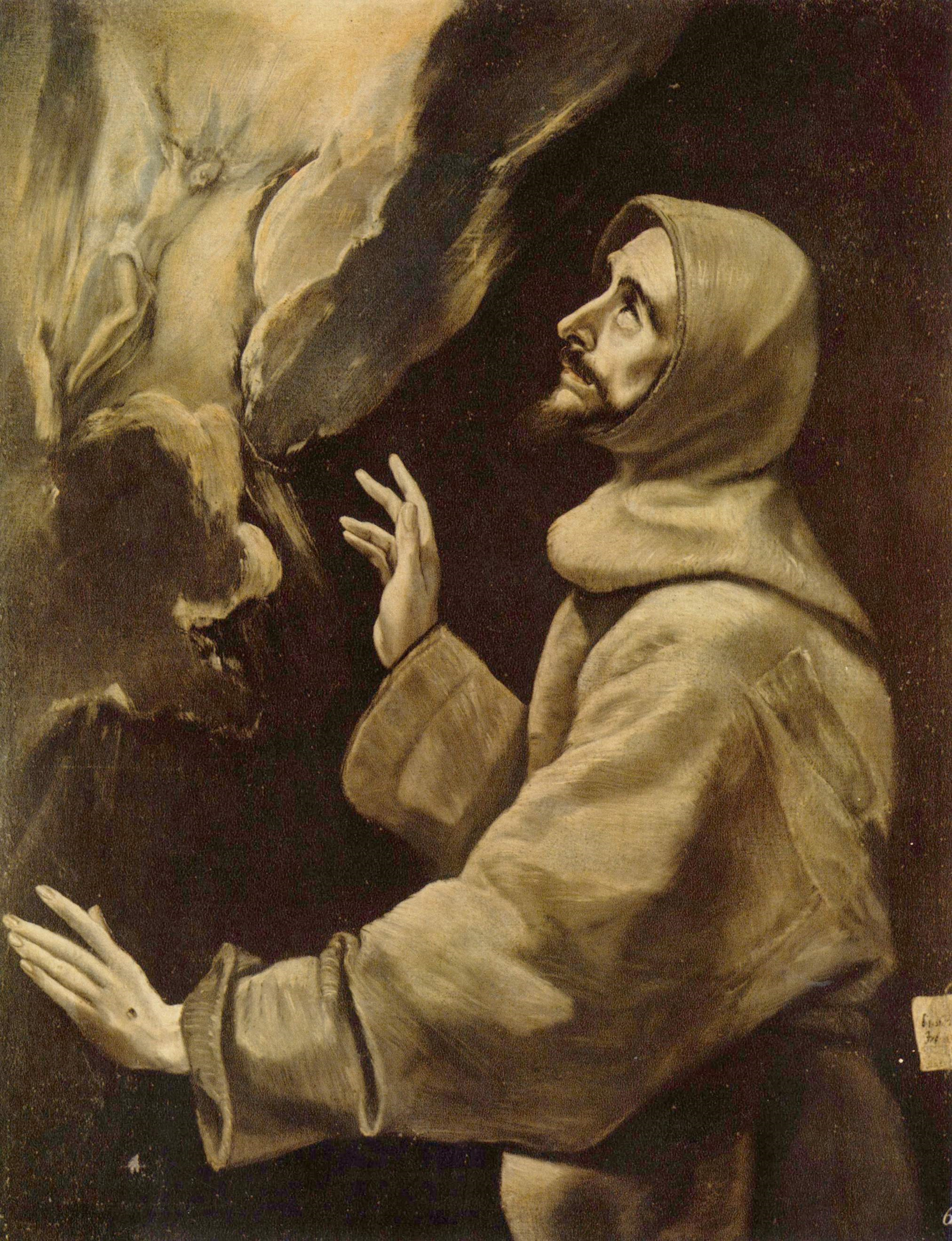
Assisi Szent Ferenc stigmatizációja, magángyűjtemény

## Művei
- 1568 A Modena(Este)-triptichon, Modena Galleria Estense,
- 1568 körül Az utolsó vacsora, Bologna, Pinacoteca Nazionale
- 1570 körül A kufárok kiűzése a templomból, Washington, National Gallery of Art
- 1570–72 Assisi Szent Ferenc stigmatizációja, magángyűjtemény
- 1570–75 Krisztus meggyógyítja a vakokat, Parma, Galleria Nazionale
- 1571–76 Vincenzo Anastagi, New York, Frick Collection
- 1571–72, Giulio Clovio, Nápoly, Museo Nazionale di Capodimonte
- 1576–78 A bűnbánó Magdolna, Szépművészeti Múzeum (Budapest)
- 1577 Mária mennybemenetele, Chicago, Art Institute of Chicago
- 1577 Szentháromság, Madrid, Museo del Prado
- 1577–79 Expolio, Toledo, Church of Santo Domingo el Antiguo
- 1578–79 Jézus nevének imádása (II. Fülöp álma), El Escorial, Chapter House, Monasterio de San Lorenzo
- 1577–80 Hermelines hölgy, Glasgow, Art Gallery & Museums Kelvingrove
- 1580–81 Szent Mauitius és a thébai légió mártíromsága, El Escorial, Chapter House, Monasterio de San Lorenzo
- 1586–88 Orgaz gróf temetése, Toledo, Santo Tomé
- 1590 körül Idős férfi portréja, Madrid, Museo del Prado
- 1595 Szent András és Szent Ferenc, Madrid, Museo del Prado
- 1595 körül Férfitanulmány, Budapest, Szépművészeti Múzeum
- 1595–1600 Angyali üdvözlet, Budapest, Szépművészeti Múzeum
- 1597–99 Toledo látképe, New York, Metropolitan Museum of Art
- 1600 körül The Disrobing of Christ, Budapest, Szépművészeti Múzeum
- 1600-as évek A Szent Család Szent Annával, Budapest, Szépművészeti Múzeum
- 1610 körül Szent András apostol, Budapest, Szépművészeti Múzeum
- 1604 körül Szent Márton és a koldus, Washington, National Gallery of Art
- 1600 körül Szent József és a gyermek Krisztus, Toledo, Museo de Santa Cruz
- 1596–1600 Fernado Nino de Guevara kardinális képmása
- 1603 Síneai Szent Bernardino, Toledo, Museo de El Greco
- 1603 körül Jorge Manuel Theotokopoulosnak, a művész fiának arcképe, Sevilla, Museo de Bellas Artes,
- 1603–05 Szent Ildefonso látomása, Illescas Hospital de la Caridad
- 1608 körül Krisztus az Olajfák hegyén, Budapest, Szépművészeti Múzeum
- 1608–13 Szeplőtelen fogantatás, Toledo, Museo de Santa Cruz
- 1608–14 Az ötödik pecsét feltörése (Szent János látomása), New York, Metropolitan Museum of Art
- 1610–14 Szent Bertalan apostol, Toledo, Museo de El Greco
- 1610–14 Szent Pál apostol, Toledo, Museo de El Greco
- 1610–14 Laokoón és fiai, Washington, National Gallery

Szobrok
- 1577–79 Két szent, Toledo, Santo Domingo el Antiguo
- 1595–98 Krisztus feltámadása, Toledo, Hospital Tavera
- 1600-as évek Epimetheus és Pandora, Granada, Conde de la Infantas Collection
- 1612–14 Egy apostol mellszobra, Madrid, Thyssen-Bornemisza Múzeum